# Saint-Donat
Saint-Donat település Franciaországban, Puy-de-Dôme megyében. Lakosainak száma 198 fő (2022. január 1.). Saint-Donat Champs-sur-Tarentaine-Marchal, Bagnols, Chastreix, Cros, Picherande és Saint-Genès-Champespe községekkel határos.

## Népesség
A település népessége az elmúlt években az alábbi módon változott:
| Lakosok száma | 252  | 224  | 213  | 206  | 203  | 201  | 200  | 199  | 198  |
|               | 2013 | 2015 | 2016 | 2017 | 2018 | 2019 | 2020 | 2021 | 2022 |